# Kaylee Kaneshiro
Kaylee Marie Kaneshiro (Florida, 1 de noviembre de 1997) es una actriz y modelo estadounidense. Es conocida por interpretar a Josie Saltzman en el spin-off televisivo de The CW de The Vampire Diaries y The Originals titulado Legacies.

## Biografía
Nació en Florida y creció en el sur de California. Debido a su temprana carrera como modelo y actriz, recibió educación en casa durante parte de su crianza y comenzó el tercer año de secundaria a la edad de 15 años. Tiene ascendencia japonesa en un 40% a través de su abuelo paterno, que es de Okinawa, y habló japonés mientras crecía. Se declaró públicamente queer en junio de 2021.

## Carrera
Comenzó su carrera como modelo cuando tenía siete años para marcas de ropa como Ralph Lauren, caminando en pasarelas y haciendo anuncios impresos. Comenzó a actuar cuando tenía ocho años y participó en teatro infantil. Apareció en programas como American Horror Story, Santa Clarita Diet, The Real O'Neals y Kickin' It, entre otros. Su primer papel protagónico fue en la película independiente de 2014 Mary Loss of Soul.
En 2018, fue elegida para la serie dramática sobrenatural de The CW Legacies como Josie Saltzman, uno de los papeles protagónicos de la serie, un papel que interpretó en el programa hasta su cuarta temporada. En 2021, fue elegida para la película de suspenso The Locksmith.
El 30 de noviembre de 2023, publicó en Instagram que cambiaría su apellido artístico de "Bryant", que había elegido cuando tenía 11 años, a "Kaylee Kaneshiro".

## Filmografía
| Año       | Título                        | Papel            | Notas                     |
| --------- | ----------------------------- | ---------------- | ------------------------- |
| 2011      | American Horror Story         | Zombie slut      | 1 episodio                |
| 2012      | Body of Proof                 | Musician         | 1 episodio                |
| 2013      | Dog with a Blog               | Maddie           | 2 episodios               |
| 2013      | A.N.T. Farm                   | Tina Garcetti    | 1 episodio                |
| 2014      | Suburgatory                   | Girl             | 1 episodio                |
| 2012–2014 | Kickin' It                    | Tori / Carrie    | 3 episodios               |
| 2014      | Mary Loss of Soul             | Mary Solis       | Película                  |
| 2015      | News Readers                  | Madison Jordan   | 1 episodio                |
| 2015      | Backstrom                     | Amber            | 1 episodio                |
| 2015      | Double Daddy                  | Paula            | Telefilme                 |
| 2015      | Chasing Life                  | Sydney           | 2 episodios               |
| 2016      | The Real O'Neals              | Lacey            | 3 episodios               |
| 2016      | Criminal Minds                | Amanda Bergstrom | 1 episodio                |
| 2016      | What Goes Around Comes Around | Charlotte        | Telefilme                 |
| 2017      | Speechless                    | India Hertzfled  | 1 episodio                |
| 2017–2018 | Santa Clarita Diet            | Sarah            | 3 episodios               |
| 2018–2021 | Legacies                      | Josie Saltzman   | Principal (temporadas1–4) |
| 2022      | The Journey Ahead             | Sarah            | Telefilme                 |
| 2023      | The Locksmith                 | Tanya Saunders   | Película                  |